# Каневский природный заповедник
Ка́невский приро́дный запове́дник (укр. Канівський природний заповідник) — природный заповедник, расположенный в северной части Черкасского района (Черкасская область, Украина). Площадь — 2027 га (водной поверхности — 5 %).

## История
Был создан 30 июля 1923 года как лесостепной заповедник согласно постановлению Коллегии Наркомзема УССР. 
В 1933 году получил название Среднеднепровский заповедник, в 1939 году - Биогеографический заповедник. В том же 1939 году заповедник стал постоянной базой летней практики студентов Киевского государственного университета.
В ходе боевых действий Великой Отечественной войны 1941-1945 гг. и немецкой оккупации заповедник пострадал, но после войны началось его восстановление. В 1947 году фауна заповедника насчитывала 5111 видов (в том числе 4070 видов членистоногих и 375 видов позвоночных), в дальнейшем на реках Рось и Росава были созданы колонии бобров и проведены дополнительные природоохранные мероприятия.
В период 1951—1968 годы имел статус учебно-исследовательского лесного хозяйства Киевского университета. Постановление Совета Министров УССР 12 ноября 1968 года. № 568 ему был возвращён статус заповедника. 
На территории заповедника проводились работы по закреплению яров, по результатам опыта которых в Каневе была создана первая в СССР гидролесомелиоративная станция.
В 1969 году распоряжением Черкасского облисполкома вокруг заповедника была установлена однокилометровая охранная зона.
Распоряжение Совета Министров УССР от 22 декабря 1986 г. № 717-р площадь заповедника была увеличена до 2027 га.

## Описание
Основные функции: охрана эталонных и уникальных природных комплексов лесостепи, сохранение биоразнообразия, наблюдение за изменением природных процессов. Заповедник состоит из двух частей материковой (яры и холмы покрытые лесом — на правом берегу Днепра) и островной (заплавные острова — Круглик и Шелестов, Змеиные острова — на Каневском водохранилище). Материковая часть 1415 га, островная 602 га, акватория 10 га; вокруг заповедника установлено охранную зону — 1353 га.

## Флора и фауна
Флора заповедника насчитывает 990 видов сосудистых растений (20 % флоры Украины). Обнаружено 170 видов лишайников, 138 — мохообразных, 1232 — настоящих грибов. В заповеднике произрастает 5 видов растений, занесённых в Европейский красный список, 29 — Красную книгу Украины, 175 — Дополнение 1-й Бернской конференции.
На территории заповедника находятся 26 видов животных, занесённых в Европейский красный список, 83 — Красную книгу Украины, 6 — Дополнение 1-й Бернской конференции.